# Balanophora elongata
Balanophora elongata är en tvåhjärtbladig växtart som beskrevs av Carl Ludwig von Blume. Balanophora elongata ingår i släktet Balanophora och familjen Balanophoraceae. Utöver nominatformen finns också underarten B. e. ungerana.